# Huang Xuanping
Huang Xuanping  (chinesisch 黄选平; * 1955 in Pingliang, Provinz Gansu) ist ein chinesischer Politiker der Kommunistischen Partei Chinas (KPCh), der unter anderem von 2002 bis 2004 Gouverneur des Autonomen Bezirkes Linxia der Hui war.

## Leben
Huang Xuanping, Angehöriger der Hui-Chinesen, wurde 1974 Mitglied der KPCh und war von 1976 bis 1989 aktives Mitglied des Kommunistischen Jugendverbandes Chinas (KJVC) in seiner Geburtsstadt Pingliang. Er war zwischen 1976 und 1983 Mitarbeiter der dortigen Parteischule sowie von 1986 bis 1989 stellvertretender Leiter der Allgemeinen Abteilung des Stadtkomitees der KPCh von Pingliang. Nachdem er zwischen 1989 und 1992 Vizebürgermeister der Volksregierung von Pingliang war, fungierte er von 1992 und 1994 als stellvertretender Sekretär des Parteikomitees dieser Stadt sowie schließlich zwischen 1994 und 1995 als Bürgermeister von Pingliang. Er war im Anschluss von 1995 bis 1998 Sekretär des Parteikomitees des Kreises Huating sowie zwischen 1998 und 2000 stellvertretender Kommissar des Verwaltungsamtes des damaligen Regierungsbezirkes Pingliang. 
Nachdem Huang von 2000 bis 2001 stellvertretender Sekretär des Parteikomitees der KPCh des Autonomen Bezirkes Linxia der Hui war, fungierte er zwischen 2001 und 2002 zunächst als kommissarischer Gouverneur sowie von 2002 bis 2004 als Gouverneur dieses Autonomen Bezirkes. Auf dem XVI. Parteitag der Kommunistischen Partei Chinas im November 2002 wurde er Kandidat des Zentralkomitees (ZK der KPCh) und behielt diese Funktion bis Oktober 2007. Im Juni 2004 wurde er zum Sekretär des Parteikomitees von Qingyang ernannt. Am 24. Januar 2008 wurde er zum stellvertretenden Vorsitzenden des Provinzkomitees der Politischen Konsultativkonferenz des chinesischen Volkes der Provinz Gansu gewählt und behielt diese Funktion nach seiner Wiederwahl 2013 bis 2018.

## Weblink
- Huang Xianping (chinavitae.com) (Memento vom 30. Juli 2016 im Internet Archive)

| Personendaten    | Personendaten            |
| ---------------- | ------------------------ |
| NAME             | Huang, Xuanping          |
| ALTERNATIVNAMEN  | 黄选平 (chinesisch)      |
| KURZBESCHREIBUNG | chinesischer Politiker   |
| GEBURTSDATUM     | 1955                     |
| GEBURTSORT       | Pingliang, Provinz Gansu |